# Dziećmiarki
Dziećmiarki (prononcé en polonais : [d͡ʑet͡ɕˈmjarki]) est un village polonais de la gmina de Kłecko dans le powiat de Gniezno de la voïvodie de Grande-Pologne dans le centre-ouest de la Pologne.
Il se situe à environ 4 kilomètres au sud de Kłecko (siège de la gmina), à 12 kilomètres au nord-ouest de Gniezno (siège du powiat) et à 38 kilomètres au nord-est de Poznań (capitale régionale).
Le village possédait une population de 168 habitants en 2014.

## Histoire
De 1975 à 1998, le village faisait partie du territoire de la voïvodie de Poznań.

Depuis 1999, Dziećmiarki est situé dans la voïvodie de Grande-Pologne.